# Nina Andrieshen

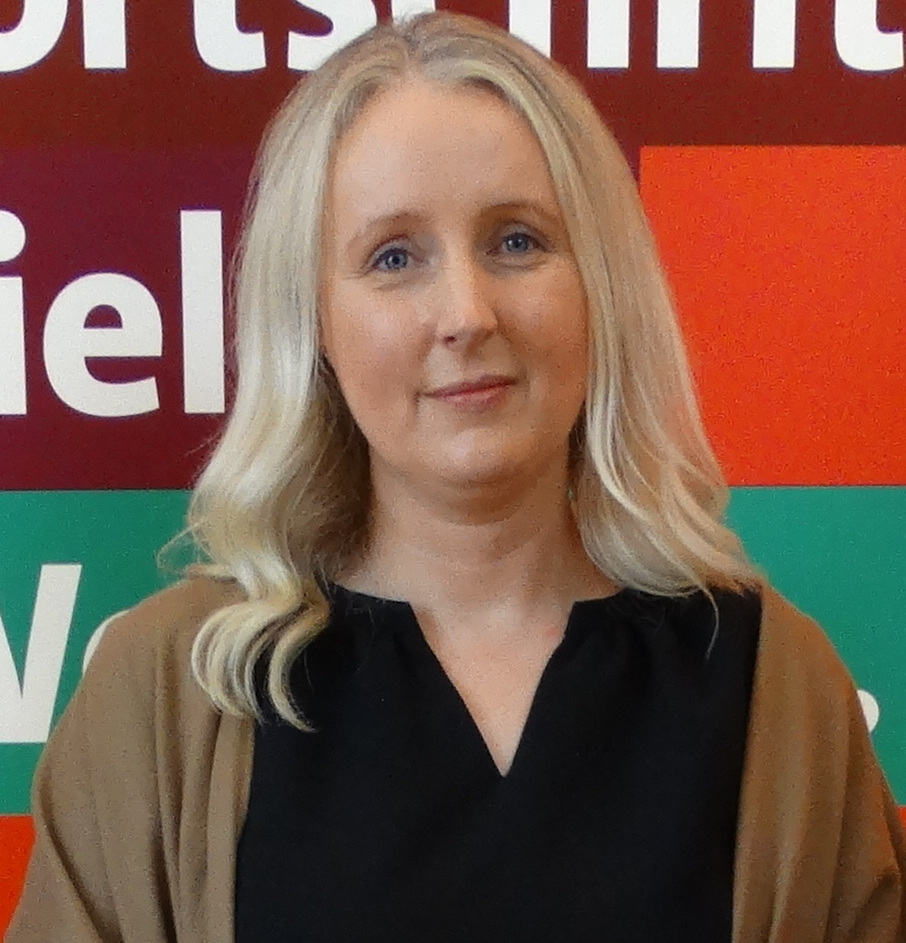
Nina Andrieshen bei Mandatsantritt (2021)

Nina Andrieshen (* 19. März 1980 in Bocholt) ist eine deutsche Politikerin (SPD) und seit 2021 Abgeordnete im Landtag Nordrhein-Westfalen.

## Leben
Andrieshen erlangte 1999 die Fachhochschulreife und absolvierte anschließend das August-Vetter-Berufskolleg in Bocholt mit der Fachrichtung Soziales. Dort erreichte sie 2000 den Abschluss als staatlich anerkannte Erzieherin. Im Anschluss war sie bis zu ihrem Einzug in den Landtag Nordrhein-Westfalen 2021 als Erzieherin berufstätig. 
Andrieshen ist verheiratet, hat drei Kinder und lebt mit ihrer Familie in Bocholt.
Sie ist Mitglied der Arbeiterwohlfahrt (AWO), des Allgemeinen Deutschen Fahrradclubs (ADFC), des Naturschutzbundes Deutschland (NABU) und der Gewerkschaft ver.di.

## Politik
Andrieshen trat 2011 in die SPD ein. Von 2015 bis Oktober 2021 war sie Vorsitzende des SPD-Ortsvereins Bocholt Süd-Ost. Im Jahr 2016 wurde sie stellvertretende Vorsitzende des SPD-Unterbezirks Borken. Zwei Jahre später wählten sie die Parteigremien sowohl zur Beisitzerin im SPD-Stadtverband Bocholt als auch im größten SPD-Regionalverband in NRW, Westliches Westfalen.
Zur Landtagswahl 2017 trat sie als Direktkandidatin im Landtagswahlkreis Borken I an, unterlag dort aber gegen Hendrik Wüst. Nachdem Jürgen Berghahn nach der Bundestagswahl 2021 sein Landtagsmandat niederlegte, um ein Mandat im Bundestag anzunehmen, rückte Andrieshen am 2. November 2021 über die SPD-Landesliste in den Landtag von Nordrhein-Westfalen nach. Bei der Landtagswahl 2022 kandidierte sie wiederum für das Direktmandat im Wahlkreis Borken I. Sie unterlag ein weiteres Mal Wüst, zog aber auf Platz 10 der Landesliste der SPD in den Landtag ein.
Bei den Kommunalwahlen 2020 wurde sie als Stadtverordnete in den Rat der Stadt Bocholt gewählt.